# 추이찬
추이찬(중국어: 崔灿, 병음: Cui Can, 한자음: 최찬, 1988년 1월 18일 ~ )는 중화인민공화국의 바둑 기사이다. 산둥성 지난시 출신으로 중국기원 소속의 5단이다.

## 경력
산둥성 지난시에서 태어났다. 2001년에 프로바둑에 입단했다. 2005년과 2009년부터 2011년까지 산둥팀으로 중국 갑조리그에 참가했다. 2007년에 5단으로 승단했다. 2012년 제1회 바이링배 예선에서는 멍타이링과 양이, 주형욱을 차례로 이기고 본선 64강에 진출하여 퍄오원야오를 이겨 32강에 진출했지만 박정상에게 져서 탈락했다.